# Tripogon purpurascens
Tripogon purpurascens är en gräsart som beskrevs av John Firminger Duthie. Tripogon purpurascens ingår i släktet Tripogon och familjen gräs. Inga underarter finns listade i Catalogue of Life.